# Taquara (Pitimbu)

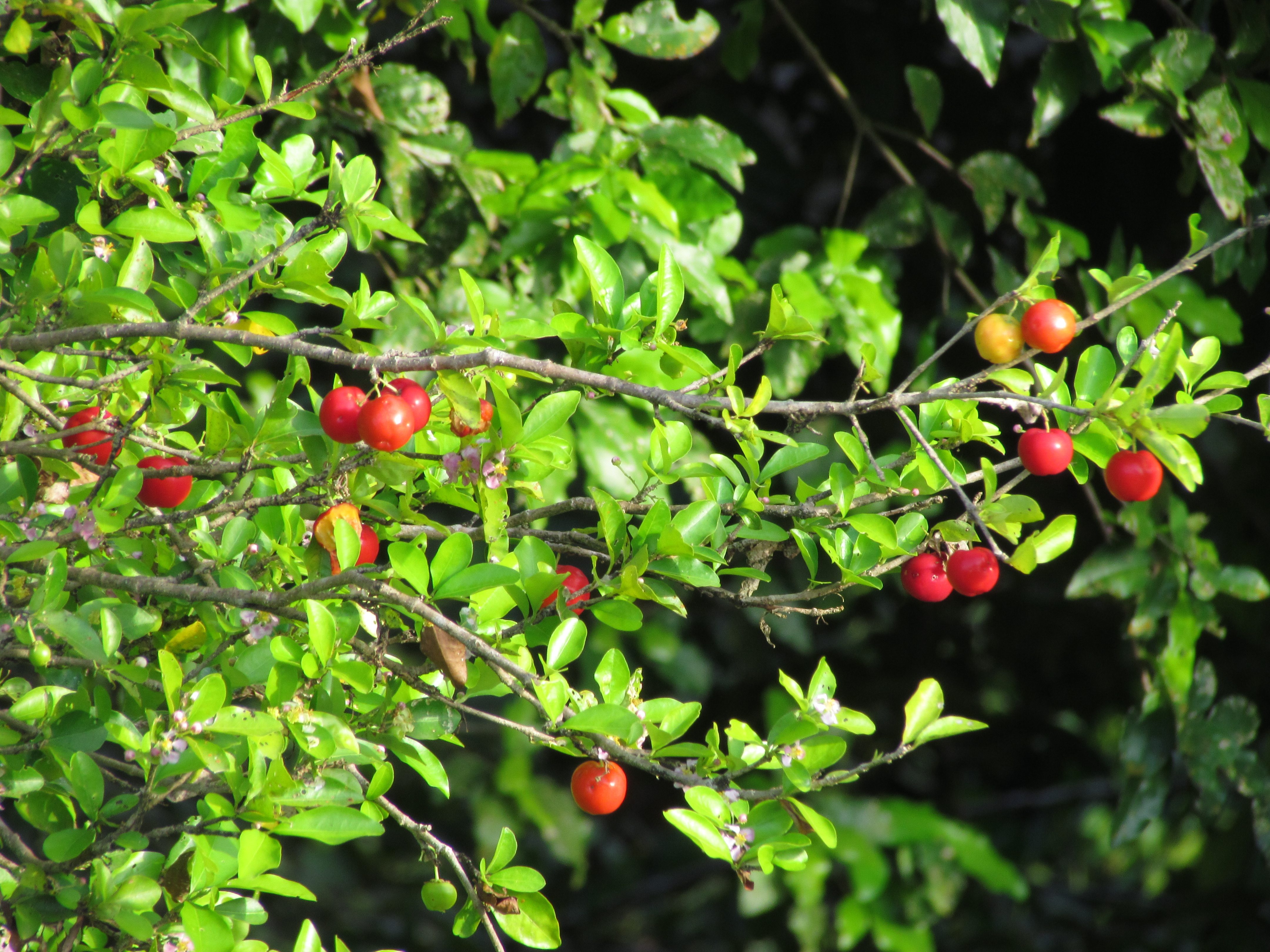
A acerola é dos produtos da agricultura local

Taquara é um distrito brasileiro do município paraibano de Pitimbu. Dista 6 km da sede e tem seu acesso feito pela rodovia PB-008, que é pavimentada, ou pela estrada que liga a Pitimbu a Taquara via Acaú. O distrito produz mandioca, inhame, batata-doce, coco,
acerola, maracujá, banana e graviola, entre outros produtos agrícolas, que são comercializados sobretudo na própria região e cidades vizinhas.
O termo taquara vem do tupi ta'kwar e significa “que nasce em forma de ponta”, referindo-se a espécies de bambus nativas do Brasil.

## História
O distrito era um curato indígena (aldeamento de catequese) já em 1592, transformando-se em uma das seis freguesias da Itamaracá com a criação da referida capitania. Nos tempos áureos, Taquara tinha cinco engenhos, denominados Cupissura, Tabu, Nossa Senhora do Rosário e São João Batista.
Em meados do século XVIII eram padres oratorianos os designados para a catequese na aldeia de Nossa Senhora da Assunção de Aratagui, a mais importante da Freguesia de Taquara. Nessa época, por volta de 1760, emitiu-se uma relação colonial de aldeias da capitania da Paraíba, na qual há a seguinte descrição desse antigo aldeamento do distrito, então chamado "freguesia de Tacoara":
A Aldeia do Aratagui, sita na freguesia de Tacoara, junto ao rio chamado Papoca de Baixo, [lugar de] invocação a Nossa Senhora da Assunção, é de índios de língua geral.
Com a divisão da capitania de Itamaracá entre a Paraíba e Pernambuco, em 1756, a freguesia é anexada ao território paraibano, junto com a faixa do território dessa ex-capitania que ia do rio Abiaí ao rio Goiana. Suas duas igrejas, Nossa Senhora do Rosário dos Pretos e a matriz de Nossa Senhora da Penha de França, ambas hoje em estado precário, assinalam a importância histórica da localidade na história do estado.